# Eranthis isaurica
Eranthis isaurica är en ranunkelväxtart som beskrevs av C. Simon. Eranthis isaurica ingår i släktet vintergäckar, och familjen ranunkelväxter. Inga underarter finns listade i Catalogue of Life.